# باساس الهندية
باساس الهندية (بالفرنسية:basa da ɛ̃dja) هي جزيرة دائرية الشكل غير مأهولة من الشعب المرجانية وهي جزء من الأراضي الفرنسية الجنوبية والأنتارتيكية. تقع في قناة موزمبيق الجنوبية، في منتصف الطريق تقريبًا بين موزمبيق ومدغشقر (حوالي 385 كم إلى الشرق) و 110 كم شمال غرب جزيرة يوروبا، يبلغ عرض حافة الجزيرة المرجانية حوالي 100 متر (330 قدم) وتحيط بها بحيرة ضحلة لا يزيد عمقها عن 15 متر (49 قدم)  وقطر الجزيرة المرجانية حوالي 10 كيلومتر (6.2 ميل) ، وتبرز من الأسفل بشكل حاد من قاع البحر حتى 3,000 متر (9,800 قدم) لتطويق المنطقة (بما في ذلك البحيرة) بمساحة 80 كيلومتر مربع (31 ميل2)

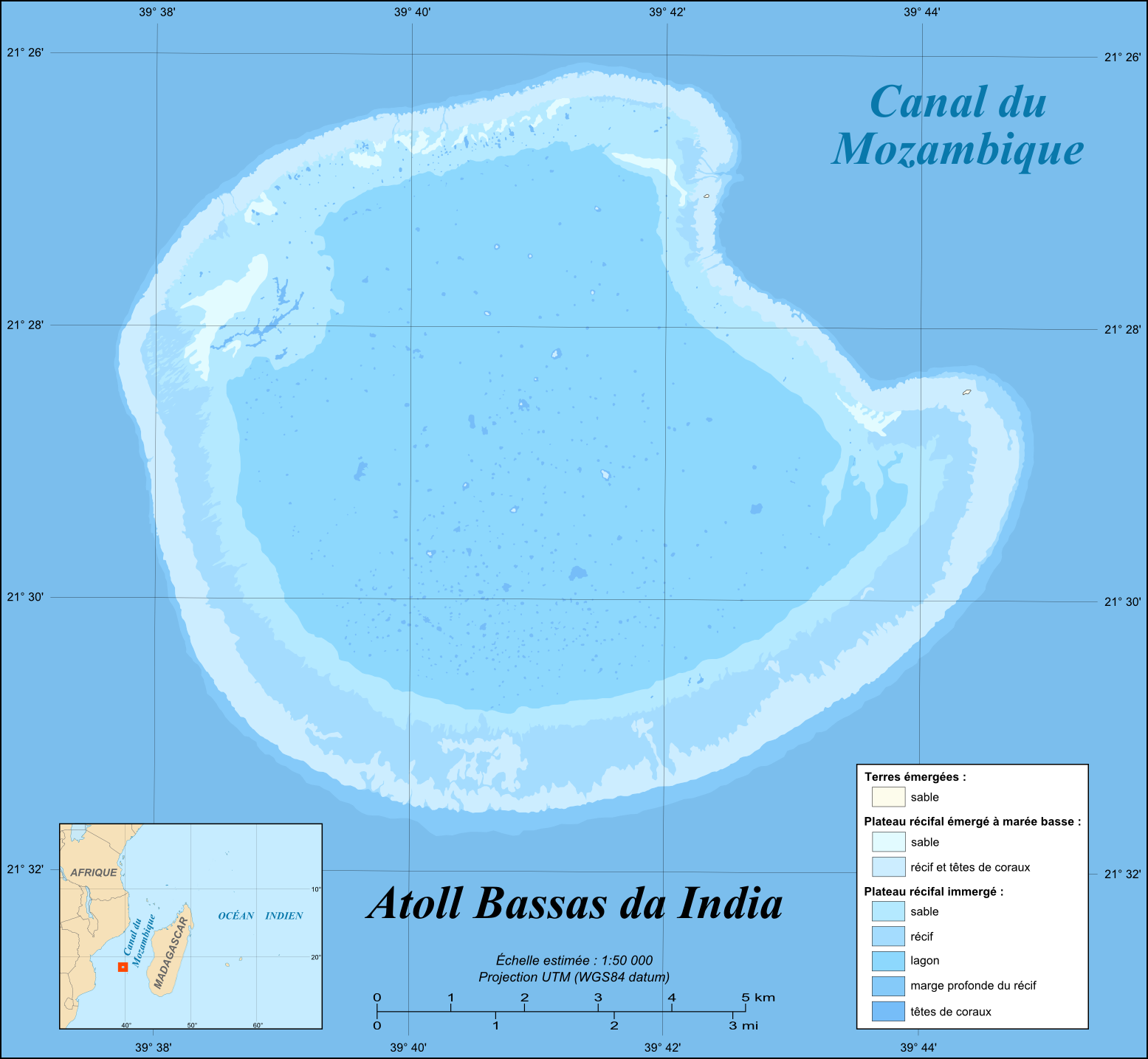
جزيرة باساس الهندية